# デルタ郡 (テキサス州)
デルタ郡 (デルタぐん、英: Delta County) はアメリカ合衆国テキサス州に位置する郡である。2000年現在、ここの人口は5,327人である。ここの郡庁所在地はクーパーである。デルタ郡はギリシア文字のデルタによく似た、三角形の形から取って命名された。

## 地理
アメリカ合衆国統計局によると、この郡は総面積720 km2 (278 mi2) である。このうち718 km2 (277 mi2) が陸地で2 km2 (1 mi2) が水地域である。総面積の0.30%は水地域となっている。

### 隣接する郡
- ラマー郡 (北及び北東)
- ホプキンス郡 (南及び南東)
- ハント郡 (南西)
- ファニン郡 (北西)

## 人口動勢

2000年国勢調査に基づくデルタ郡の人口ピラミッド

2000年現在の国勢調査で、この郡は人口5,506人、2,094世帯、及び1,461家族が暮らしている。人口密度は7/km2 (19/mi2) である。3/km2 (9/mi2) の平均的な密度に2,410軒の住宅が建っている。この郡の人種的な構成は白人87.93%、アフリカン・アメリカン8.28%、先住民0.77%、アジア0.11%、太平洋諸島系0.04%、その他の人種1.18%、及び混血1.69%である。ここの人口の3.10%はヒスパニックまたはラテン系である。
この郡内の住民は25.60%が18歳未満の未成年、18歳以上24歳以下が7.50%、25歳以上44歳以下が25.50%、45歳以上64歳以下が23.80%、及び65歳以上が17.70%にわたっている。中央値年齢は39歳である。女性100人ごとに対して男性は94.50人である。18歳以上の女性100人ごとに対して男性は88.90人である。
この郡内の世帯ごとの平均的な収入は29,094米ドルであり、家族ごとの平均的な収入は37,925米ドルである。男性は31,597米ドルに対して女性は20,296米ドルの平均的な収入がある。この郡の一人当たりの収入 (per capita income) は15,080米ドルである。人口の17.60%及び家族の14.60%は貧困線以下である。全人口のうち18歳未満の20.50%及び65歳以上の20.60%は貧困線以下の生活を送っている。

## 都市及び町
- クーパー
- ピカンギャップ